# Młoda Sarmacja
Młoda Sarmacja – polska organizacja konspiracyjna, utworzona 1 września 1837 we Lwowie.
Założycielami Młodej Sarmacji byli: Henryk Bogdański, Eugeniusz Chrząstowski, Leander Pawlikowski, Tytus Olexiński, Albin Dunajewski, Ryszard Herman, Hipolit Witowski.
Organizacja ta powstała w miejsce Stowarzyszenia Ludu Polskiego, jej organizacją podległą byli Synowie Ojczyzny. W 1838 Młoda Sarmacja została przeorganizowana w Sprzysiężenie Demokratów Polskich.

## Literatura
- Henryk Bogdański - „Pamiętnik 1832-1848”, Wydawnictwo Literackie, Kraków 1971